# 羅斯代爾鎮區 (密蘇里州克里斯蒂安縣)
羅斯代爾鎮區（英語：Rosedale Township）是位於美國密蘇里州克里斯蒂安縣的一個行政鎮區。

## 地方資料
羅斯代爾鎮區的面積為42.98平方千米，當中陸地面積為42.78平方千米，而水域面積為0.20平方千米。根據2020年美國人口普查的數據，當地共有人口8997人，而人口密度為每平方千米209.33人。